# AFC Champions League 2023-2024
L'AFC Champions League 2023-2024 è stata la 42ª edizione della massima competizione calcistica per club dell'Asia, la ventunesima sotto questo nome. 
Il torneo è il primo dall'edizione 2002-2003 a svolgersi da settembre a maggio, invece che nell'arco di un anno solare: è iniziato l'8 agosto 2023 e si è concluso il 18 maggio 2024.
L' Al-Ain vincitore del torneo per la seconda volta nella sua storia, ha ottenuto automaticamente la qualificazione all'edizione 2024-2025, se non è già automaticamente qualificato attraverso il proprio campionato nazionale. Ha ottenuto inoltre la qualificazione alla Coppa Intercontinentale FIFA 2024 e alla Coppa del mondo per club FIFA 2025.

## Assegnazione dei posti
Le 47 federazioni membri dell'AFC sono classificate nel ranking in base alle prestazioni dei club nelle ultime quattro stagioni delle competizioni AFC. Gli slot sono assegnati secondo i seguenti criteri:
- Le federazioni sono suddivise in due regioni
  - La regione ovest comprende 25 federazioni dalla Federazione calcistica dell'Asia occidentale (WAFF), dalla Federazione calcistica dell'Asia meridionale (SAFF) e dalla Federazione calcistica dell'Asia centrale (CAFA)
  - La regione est comprende le altre 22 federazioni, membri della ASEAN Football Federation (AFF) e della Federazione calcistica dell'Asia orientale (EAFF)
  - La AFC può riallocare le federazioni ad un'altra regione se necessario
- Per ogni regione, le prime 12 associazioni in base al ranking sono ammesse alla competizione.

- Per ogni regione, la fase a gironi prevede cinque gironi con 16 slot diretti, mentre i quattro rimanenti vengono assegnati tramite i turni preliminari. Gli slot per ogni regione si definiscono come segue:

| Posizione della federazione in base al coefficiente AFC per nazioni | Numero di squadre partecipanti | Numero di squadre qualificate per la fase a gironi | Numero di squadre qualificate per la fase preliminare |
| ------------------------------------------------------------------- | ------------------------------ | -------------------------------------------------- | ----------------------------------------------------- |
| 1-2                                                                 | 4                              | 3                                                  | 1                                                     |
| 3-4                                                                 | 4                              | 2                                                  | 2                                                     |
| 5                                                                   | 3                              | 1                                                  | 2                                                     |
| 6                                                                   | 2                              | 1                                                  | 1                                                     |
| 7-10                                                                | 1                              | 1                                                  | 0                                                     |
| 11-12                                                               | 1                              | 0                                                  | 1                                                     |

- I detentori della AFC Champions League 2022 e della Coppa dell'AFC 2022 ottengono uno slot per la fase preliminare nel caso in cui non dovessero qualificarsi attraverso il proprio campionato nazionale. Valgono le seguenti regole:
  - Se i detentori della AFC Champions League o della Coppa dell'AFC provengono da nazioni nei primi sei posti del ranking, le loro associazioni mantengono gli stessi slot nella fase preliminare, e la squadra rimpiazza la squadra di fascia più bassa della loro federazione. In caso contrario, la federazione ottiene uno slot extra per la fase preliminare, e la squadra non rimpiazza nessun club della stessa federazione.
  - Se i detentori di AFC Champions League e Coppa dell'AFC provengono dalla stessa federazione che abbia uno slot per la fase preliminare, la loro federazione ottiene uno slot extra per la fase preliminare e inoltre rimpiazza la squadra di fascia più bassa della sua federazione.
  - I detentori della AFC Champions League o della Coppa dell'AFC sono considerati come la squadra di fascia più bassa della loro federazione se non rimpiazzano alcun team della loro federazione.
- Se un'associazione nei primi 6 posti del ranking non soddisfa uno dei criteri della AFC Champions League, i loro slot per la fase a gironi sono convertiti in slot per la fase preliminare e le qualificazioni ai gironi sono ridistribuite come segue:
  - Per ogni associazione, il numero massimo di slot totali è quattro e il numero massimo il slot diretti è tre.
  - Se un'associazione dal terzo al sesto posto nel ranking ottiene uno slot extra alla fase a gironi, perde uno slot alla fase preliminare, che non viene redistribuito.
  - Se un'associazione dal quinto al sesto posto nel ranking ottiene due slot extra alla fase a gironi, perde uno slot alla fase preliminare, che non viene redistribuito.
- Se un'associazione dal settimo al decimo posto nel ranking non soddisfa uno dei criteri della AFC Champions League, il loro slot per la fase a gironi viene convertito in uno slot per la fase preliminare e la qualificazione ai gironi è assegnata alla federazione successiva (undicesima o dodicesima nel ranking), questa inoltre perde uno slot alla fase preliminare, che non viene redistribuito.
- Se una associazione che abbia unicamente slot alla fase preliminare, non soddisfa uno dei criteri della AFC Champions League, lo slot viene perso e non redistribuito.
- Il numero massimo di slot per ciascuna federazione è un terzo del numero totale di squadre nella massima divisione di quello stato.

### Ranking delle federazioni
| Valutazione per la AFC Champions League 2023-2024 | Valutazione per la AFC Champions League 2023-2024 |
| ------------------------------------------------- | ------------------------------------------------- |
|                                                   | Rispetta i criteri                                |
|                                                   | Non rispetta i criteri                            |

| Posizione | Posizione | Associazione        | Punti  | Slot          | Slot        |
| Posizione | Posizione | Associazione        | Punti  | Fase a Girone |             |
| Regione   | AFC       | Associazione        | Punti  | Fase a Girone | Preliminare |
| --------- | --------- | ------------------- | ------ | ------------- | ----------- |
| 1         | 1         | Arabia Saudita      | 100.00 | 3             | 1           |
| 2         | 4         | Iran                | 77.792 | 3             | 1           |
| 3         | 5         | Qatar               | 75.131 | 2             | 2           |
| 4         | 6         | Uzbekistan          | 64.712 | 2             | 2           |
| 5         | 8         | Emirati Arabi Uniti | 52.588 | 1             | 2           |
| 6         | 10        | Giordania           | 46.131 | 1             | 1           |
| 7         | 12        | Tagikistan          | 37.323 | 1             | 0           |
| 8         | 13        | Iraq                | 35.223 | 1             | 0           |
| 9         | 16        | Turkmenistan        | 27.871 | 1             | 0           |
| 10        | 17        | India               | 25.290 | 1             | 0           |
| 11        | 18        | Libano              | 23.618 | 0             | 0           |
| 12        | 21        | Bangladesh          | 19.452 | 0             | 1           |
| 13        | 34        | Oman                | 5.264  | 0             | 0 1         |
| Totale    | Totale    | Totale              | Totale | 16            | 11          |
| Totale    | Totale    | Totale              | Totale | 27            |             |

| Posizione | Posizione | Associazione   | Punti  | Slot          | Slot        |
| Posizione | Posizione | Associazione   | Punti  | Fase a Girone |             |
| Regione   | AFC       | Associazione   | Punti  | Fase a Girone | Preliminare |
| --------- | --------- | -------------- | ------ | ------------- | ----------- |
| 1         | 2         | Corea del Sud  | 95.462 | 3             | 1           |
| 2         | 3         | Giappone       | 93.412 | 3             | 1           |
| 3         | 7         | Cina           | 59.948 | 2             | 2           |
| 4         | 9         | Thailandia     | 51.920 | 2             | 2           |
| 5         | 11        | Hong Kong      | 40.925 | 1             | 2           |
| 6         | 14        | Vietnam        | 34.937 | 1             | 1           |
| 7         | 15        | Corea del Nord | 32.286 | 0             | 0           |
| 8         | 19        | Filippine      | 23.080 | 1             | 0           |
| 9         | 20        | Malaysia       | 21.087 | 1             | 0           |
| 10        | 23        | Australia      | 17.277 | 1             | 0           |
| 11        | 24        | Singapore      | 17.016 | 1             | 0           |
| 12        | 26        | Indonesia      | 15.960 | 0             | 1           |
| Totale    | Totale    | Totale         | Totale | 16            | 10          |
| Totale    | Totale    | Totale         | Totale | 26            |             |

## Squadre partecipanti
| Team               | Metodo di qualificazione | Ultima apparizione | Apparizione nel torneo |
| ------------------ | --- | ------------------ | ---------------------- |
| Al-Hilal           | Vincitore della Coppa del Re dei Campioni 2022-2023 Vincitore della Lega Saudita professionistica 2021-2022                                       | 19ª (2022)         | gironi                 |
| Al-Ittihad         | Vincitori della Lega Saudita professionistica 2022-2023                                                                                           | 12ª (2019)         | gironi                 |
| Al-Fayha           | Vincitore della Coppa del Re dei Campioni 2021-2022                                                                                               | 1a                 | gironi                 |
| Al-Nassr           | 2ª classificata in Lega Saudita Professionistica 2022-2023                                                                                        | 7ima (2021)        | playoff                |
| Persepolis         | Vincitore della Lega Professionistica del Golfo Persico 2022-2023 Vincitore della Coppa d'Iran 2022-2023                                          | 11ª (2021)         | gironi                 |
| Nassaji Mazandaran | Vincitore della Coppa d'Iran 2021-2022 | 1a                 | gironi                 |
| Sepahan            | 2ª classificata nella Lega Professionistica del Golfo Persico 2022-2023                                                                           | 14ª (2022)         | gironi                 |
| Tractor            | 4ª classificata nella Lega Professionistica del Golfo Persico 2022-2023                                                                           | 7ima (2021)        | playoff                |
| Al-Sadd            | Vincitore della Qatar Stars League 2021-2022 | 18ª (2022)         | gironi                 |
| Al-Duhail          | Vincitore della Qatar Stars League 2022-2023 Vincitore della Coppa dell'Emiro del Qatar 2022                                                      | 12ª (2022)         | gironi                 |
| Al-Arabi           | Vincitori della Coppa dell'Emiro del Qatar 2023 2ª classificata in Qatar Stars League 2022-2023                                                   | 2a (2012)          | playoff                |
| Al-Wakrah          | 3ª classificata in Qatar Stars League 2021-2022                                                                                                   | 1a                 | playoff                |
| Paxtakor           | Vincitore dell'Uzbekistan Super League 2022 | 19ª (2022)         | gironi                 |
| Nasaf Qarshi       | 3ª classificata in Uzbekistan Super League 2022 Vincitore della Coppa dell'Uzbekistan 2022                                                        | 8a (2022)          | gironi                 |
| Navbahor Namangan  | 2ª classificata in Uzbekistan Super League 2022                                                                                                   | 1a                 | preliminari            |
| AGMK Olmaliq       | 4ª classificata in Uzbekistan Super League 2022                                                                                                   | 3a (2021)          | preliminari            |
| Al-Ain             | Campione della Lega Professionistica degli Emirati Arabi Uniti 2021-2022                                                                          | 17ª (2021)         | gironi                 |
| Sharjah            | Vincitore della Coppa del Presidente degli Emirati Arabi Uniti 2021-2022 Vincitore della Coppa del Presidente degli Emirati Arabi Uniti 2022-2023 | 6a (2022)          | preliminari            |
| Shabab Al-Ahli     | Campione della Lega Professionistica degli Emirati Arabi Uniti 2022-2023                                                                          | 11ª (2022)         | preliminari            |
| Al-Faisaly         | Campioni della Lega Giordana Professionistica 2022                                                                                                | 4a (2020)          | gironi                 |
| Al-Wehdat          | Campioni della Coppa di Giordania 2022 | 8a (2022)          | preliminari            |
| Istiklol           | Campioni della Vysšaja Liga 2022 Campioni della Coppa del Tagikistan 2022                                                                         | 5a (2022)          | gironi                 |
| Al-Quwa Al-Jawiya  | 2ª classificata in Prima Lega 2022-2023 | 7a (2022)          | gironi                 |
| Ahal               | Campione della Ýokary Liga 2022 Vincitore della Coppa del Turkmenistan 2022                                                                       | 2a (2022)          | gironi                 |
| Mumbai City        | Vincitore del playoff tra i campioni di Super League 2022-2023 e 2021-2022                                                                        | 2a (2022)          | gironi                 |
| Bashundhara Kings  | Vincitore della Premier League 2021-2022 | 1a                 | preliminari            |
| Al-Seeb            | Vincitore della Coppa dell'AFC 2022 | 1a                 | preliminari            |

| Team               | Metodo di qualificazione                                                                        | Ultima apparizione | Apparizione nel torneo |
| ------------------ | ----------------------------------------------------------------------------------------------- | ------------------ | ---------------------- |
| Ulsan HD           | Campione della K League 1 2022                                                                  | 11ª (2022)         | gironi                 |
| Jeonbuk Hyundai    | Vincitore della Coppa di Corea del Sud 2022 2ª classificata in K League 1 2022                  | 16ª (2022)         | gironi                 |
| Pohang Steelers    | 3ª classificata in K League 1 2022                                                              | 9a (2021)          | gironi                 |
| Incheon Utd        | 4ª classificata in K League 1 2022                                                              | 1a                 | playoff                |
| Yokohama Marinos   | Campione della J1 League 2022                                                                   | 6a (2022)          | gironi                 |
| Ventforet Kofu     | Vincitore di Coppa dell'Imperatore 2022                                                         | 1a                 | gironi                 |
| Kawasaki Frontale  | 2ª classificata in J1 League 2022                                                               | 9a (2022)          | gironi                 |
| Urawa Reds         | Vincitore dell'AFC Champions League 2022                                                        | 9a (2022)          | playoff                |
| Wuhan San Zhen     | Vincitore della Super League 2022                                                               | 1a                 | gironi                 |
| Shandong Taishan   | Vincitore della Coppa di Cina 2022 2ª classificata in Super League 2022                         | 11ª (2022)         | gironi                 |
| Zhejiang Zhiye     | 3ª classificata in Super League 2022                                                            | 2a (2011)          | playoff                |
| Shanghai Haigang   | 4ª classificata in Super League 2022                                                            | 8a (2022)          | playoff                |
| Buriram Utd        | Campione di Thai League 1 2021-2022 e 2022-2023 Vincitore di Thai FA Cup 2021-2022 e 2022-2023  | 11ª (2022)         | gironi                 |
| Bangkok Utd        | 2ª classificata in Thai League 1 2022-2023                                                      | 4a (2019)          | gironi                 |
| Port               | 3ª classificata in Thai League 1 2022-2023                                                      | 4a (2022)          | playoff                |
| BG Pathum Utd      | 2ª classificata in Thai League 1 2021-2022                                                      | 4a (2022)          | playoff                |
| Kitchee            | Vincitore di Premier League 2022-2023 Vincitore di Hong Kong Football Association Cup 2022-2023 | 8a (2022)          | gironi                 |
| Lee Man            | 2ª classificata in Premier League 2022-2023                                                     | 1a                 | preliminari            |
| H.K. Rangers       | 3ª classificata in Premier League 2022-2023                                                     | 1a                 | preliminari            |
| Hà Nội             | Campione di V League 1 2022 Campione della Coppa di Vietnam 2022                                | 6a (2019)          | gironi                 |
| Hải Phòng          | 2ª classificata in V League 1 2022                                                              | 1a                 | preliminari            |
| Kaya-Iloilo        | Campione della Football League 2022-2023                                                        | 3a (2022)          | gironi                 |
| Johor Darul Ta'zim | Campione di Liga Super 2022 Campione di Malaysia FA Cup 2022 Campione di Malaysia Cup 2022      | 9a (2022)          | gironi                 |
| Melbourne City     | Campione di A-League Men 2021-2022 e 2022-2023                                                  | 2a (2022)          | gironi                 |
| Lion City Sailors  | 2ª classificata in Premier League 2022                                                          | 4a (2022)          | gironi                 |
| Bali Utd           | Vincitore del playoff tra i campioni di Liga 1 2022-2023 e 2021-2022                            | 3a (2020)          | preliminari            |

## Calendario
| Fase                         | Turno             | Data Sorteggio   | Andata               | Ritorno              |
| ---------------------------- | ----------------- | ---------------- | -------------------- | -------------------- |
| Fase preliminare             | Turno preliminare | Nessun sorteggio | 15-16 agosto 2023    | 15-16 agosto 2023    |
| Play-Off                     | Play-off          | Nessun sorteggio | 22 agosto 2023       | 22 agosto 2023       |
| Fase a Gironi                | Prima giornata    | 24 agosto 2023   | 18-20 settembre 2023 | 18-20 settembre 2023 |
| Fase a Gironi                | Seconda Giornata  | 24 agosto 2023   | 2-4 ottobre 2023     | 2-4 ottobre 2023     |
| Fase a Gironi                | Terza Giornata    | 24 agosto 2023   | 23-24 ottobre 2023   | 23-24 ottobre 2023   |
| Fase a Gironi                | Quarta Giornata   | 24 agosto 2023   | 6-8 novembre 2023    | 6-8 novembre 2023    |
| Fase a Gironi                | Quinta Giornata   | 24 agosto 2023   | 27-29 novembre 2023  | 27-29 novembre 2023  |
| Fase a Gironi                | Sesta Giornata    | 24 agosto 2023   | 4-13 dicembre 2023   | 4-13 dicembre 2023   |
| Fase ad Eliminazione Diretta | Ottavi di Finale  | 28 dicembre 2023 | 12-14 febbraio 2024  | 19-21 febbraio 2024  |
| Fase ad Eliminazione Diretta | Quarti di Finale  | 28 dicembre 2023 | 4-6 marzo 2024       | 11-13 marzo 2024     |
| Fase ad Eliminazione Diretta | Semi-Finali       | 28 dicembre 2023 | 16-17 aprile 2024    | 23-24 aprile 2024    |
| Fase ad Eliminazione Diretta | Finale            | 28 dicembre 2023 | 11 maggio 2024       | 25 maggio 2024       |

## Fase preliminare
Nella fase a qualificazione, ogni incrocio è disputato in partita singola. I tempi supplementari e i calci di rigore sono usati per decidere il vincitore, se necessario. I vincitori di ogni incrocio dei play-off ottengono la qualificazione per la fase a gironi insieme alle 32 squadre qualificate automaticamente. Tutti i perdenti in ogni turno, che provengono da associazioni con un solo posto nei play-off entrano nella fase a gironi della Coppa dell'AFC 2023-2024.

### Turno preliminare
| Squadra 1         | Risultato        | Squadra 2         |
| Zona Occidentale  | Zona Occidentale | Zona Occidentale  |
| ----------------- | ---------------- | ----------------- |
| Shabab Al-Ahli    | 3 - 0            | Al-Wehdat         |
| Sharjah           | 2 - 0            | Bashundhara Kings |
| AGMK Olmaliq      | 1 - 0            | Al-Seeb           |
| Navbahor Namangan | n.d.             | Ahed              |
| Zona Orientale    |                  |                   |
| H.K. Rangers      | 1 - 4 (dts)      | Hải Phòng         |
| Lee Man           | 5 - 1            | Bali Utd          |
| Port              | n.d.             | Lion City Sailors |

### Play-off
| Squadra 1        | Risultato        | Squadra 2         |
| Zona occidentale | Zona occidentale | Zona occidentale  |
| ---------------- | ---------------- | ----------------- |
| Al-Nassr         | 4 - 2            | Shabab Al-Ahli    |
| Tractor          | 1 - 3            | Sharjah           |
| Al-Arabi         | 0 - 1            | AGMK Olmaliq      |
| Al-Wakrah        | 0 - 1 (dts)      | Navbahor Namangan |
| Zona orientale   |                  |                   |
| Incheon Utd      | 3 - 1 (dts)      | Hải Phòng         |
| Urawa Reds       | 3 - 0            | Lee Man           |
| Zhejiang Zhiye   | 1 - 0            | Port              |
| Shanghai Haigang | 2 - 3            | BG Pathum Utd     |

## Fase a gironi

### Girone A
| Squadra  | P.ti | G | V | P | S | GF | GS | DG |
| -------- | ---- | - | - | - | - | -- | -- | -- |
| Al-Ain   | 15   | 6 | 5 | 0 | 1 | 17 | 9  | +8 |
| Al-Fayha | 9    | 6 | 3 | 0 | 3 | 12 | 10 | +2 |
| Paxtakor | 7    | 6 | 2 | 1 | 3 | 8  | 11 | -3 |
| Ahal     | 4    | 6 | 1 | 1 | 4 | 6  | 13 | -7 |

### Girone B
| Squadra      | P.ti | G | V | P | S | GF | GS | DG |
| ------------ | ---- | - | - | - | - | -- | -- | -- |
| Nasaf Qarshi | 11   | 6 | 3 | 2 | 1 | 10 | 6  | +4 |
| Al-Sadd      | 8    | 6 | 2 | 2 | 2 | 11 | 7  | +4 |
| Sharjah      | 8    | 6 | 2 | 2 | 2 | 4  | 5  | -1 |
| Al-Faisaly   | 6    | 6 | 2 | 0 | 4 | 5  | 12 | -7 |

### Girone C
| Squadra           | P.ti | G | V | P | S | GF | GS | DG  |
| ----------------- | ---- | - | - | - | - | -- | -- | --- |
| Al-Ittihad        | 15   | 6 | 5 | 0 | 1 | 11 | 4  | +7  |
| Sepahan           | 10   | 6 | 3 | 1 | 2 | 16 | 8  | +8  |
| Al-Quwa Al-Jawiya | 10   | 6 | 3 | 1 | 2 | 9  | 7  | +2  |
| AGMK Olmaliq      | 0    | 6 | 0 | 0 | 6 | 5  | 22 | -17 |

### Girone D
| Squadra            | P.ti | G | V | P | S | GF | GS | DG  |
| ------------------ | ---- | - | - | - | - | -- | -- | --- |
| Al-Hilal           | 16   | 6 | 5 | 1 | 0 | 16 | 2  | +14 |
| Navbahor Namangan  | 13   | 6 | 4 | 1 | 1 | 11 | 6  | +5  |
| Nassaji Mazandaran | 6    | 6 | 2 | 0 | 4 | 7  | 10 | -3  |
| Mumbai City        | 0    | 6 | 0 | 0 | 6 | 1  | 17 | -16 |

### Girone E
| Squadra    | P.ti | G | V | P | S | GF | GS | DG |
| ---------- | ---- | - | - | - | - | -- | -- | -- |
| Al-Nassr   | 14   | 6 | 4 | 2 | 0 | 13 | 7  | +6 |
| Persepolis | 8    | 6 | 2 | 2 | 2 | 5  | 5  | +0 |
| Al-Duhail  | 7    | 6 | 2 | 1 | 3 | 9  | 9  | +0 |
| Istiklol   | 3    | 6 | 0 | 3 | 3 | 3  | 9  | -6 |

### Girone F
| Squadra           | P.ti | G | V | P | S | GF | GS | DG |
| ----------------- | ---- | - | - | - | - | -- | -- | -- |
| Bangkok Utd       | 13   | 6 | 4 | 1 | 1 | 11 | 8  | +3 |
| Jeonbuk Hyundai   | 12   | 6 | 4 | 0 | 2 | 12 | 9  | +3 |
| Lion City Sailors | 6    | 6 | 2 | 0 | 4 | 5  | 9  | -4 |
| Kitchee           | 4    | 6 | 1 | 1 | 4 | 7  | 9  | -2 |

### Girone G
| Squadra          | P.ti | G | V | P | S | GF | GS | DG  |
| ---------------- | ---- | - | - | - | - | -- | -- | --- |
| Yokohama Marinos | 12   | 6 | 4 | 0 | 2 | 12 | 7  | +5  |
| Shandong Taishan | 12   | 6 | 4 | 0 | 2 | 14 | 7  | +7  |
| Incheon Utd      | 12   | 6 | 4 | 0 | 2 | 14 | 9  | +5  |
| Kaya-Iloilo      | 0    | 6 | 0 | 0 | 6 | 4  | 21 | -17 |

### Girone H
| Squadra        | P.ti | G | V | P | S | GF | GS | DG |
| -------------- | ---- | - | - | - | - | -- | -- | -- |
| Ventforet Kofu | 11   | 6 | 3 | 2 | 1 | 11 | 8  | +3 |
| Melbourne City | 9    | 6 | 2 | 3 | 1 | 8  | 6  | +2 |
| Zhejiang Zhiye | 7    | 6 | 2 | 1 | 3 | 9  | 13 | -4 |
| Buriram Utd    | 6    | 6 | 2 | 0 | 4 | 9  | 10 | -1 |

### Girone I
| Squadra            | P.ti | G | V | P | S | GF | GS | DG  |
| ------------------ | ---- | - | - | - | - | -- | -- | --- |
| Kawasaki Frontale  | 16   | 6 | 5 | 1 | 0 | 17 | 6  | +11 |
| Ulsan HD           | 10   | 6 | 3 | 1 | 2 | 12 | 8  | +4  |
| Johor Darul Ta'zim | 9    | 6 | 3 | 0 | 3 | 11 | 13 | -2  |
| BG Pathum Utd      | 0    | 6 | 0 | 0 | 6 | 9  | 22 | -13 |

### Girone J
| Squadra         | P.ti | G | V | P | S | GF | GS | DG |
| --------------- | ---- | - | - | - | - | -- | -- | -- |
| Pohang Steelers | 16   | 6 | 5 | 1 | 0 | 14 | 5  | +9 |
| Urawa Reds      | 7    | 6 | 2 | 1 | 3 | 12 | 9  | +3 |
| Hà Nội          | 6    | 6 | 2 | 0 | 4 | 7  | 16 | -9 |
| Wuhan San Zhen  | 5    | 6 | 1 | 2 | 3 | 8  | 11 | -3 |

### Raffronto tra le seconde classificate

#### Asia occidentale
| Squadra           | Pt | G | V | N | P | GF | GS | DR | Gruppo |
| ----------------- | -- | - | - | - | - | -- | -- | -- | ------ |
| Navbahor Namangan | 13 | 6 | 4 | 1 | 1 | 11 | 6  | +5 | D      |
| Sepahan           | 10 | 6 | 3 | 1 | 2 | 16 | 8  | +8 | C      |
| Al-Fayha          | 9  | 6 | 3 | 0 | 3 | 12 | 10 | +2 | A      |
| Al-Sadd           | 8  | 6 | 2 | 2 | 2 | 11 | 7  | +4 | B      |
| Persepolis        | 8  | 6 | 2 | 2 | 2 | 5  | 5  | +0 | E      |

#### Asia orientale
| Squadra          | Pt | G | V | N | P | GF | GS | DR | Gruppo |
| ---------------- | -- | - | - | - | - | -- | -- | -- | ------ |
| Shandong Taishan | 12 | 6 | 4 | 0 | 2 | 14 | 7  | +7 | G      |
| Jeonbuk Hyundai  | 12 | 6 | 4 | 0 | 2 | 12 | 9  | +3 | F      |
| Ulsan HD         | 10 | 6 | 3 | 1 | 2 | 12 | 8  | +4 | I      |
| Melbourne City   | 9  | 6 | 2 | 3 | 1 | 8  | 6  | +2 | H      |
| Urawa Reds       | 7  | 6 | 2 | 1 | 3 | 12 | 9  | +3 | J      |

## Fase a eliminazione diretta
|  | Ottavi di finale  | Ottavi di finale       | Ottavi di finale | Ottavi di finale |       |                  | Quarti di finale | Quarti di finale | Quarti di finale | Quarti di finale |          |   | Semifinali | Semifinali | Semifinali | Semifinali |                  |   | Finale | Finale | Finale | Finale |
|  |                   |                        |                  |                  |       |                  |                  |                  |                  |                  |          |   |            |            |            |            |                  |   |        |        |        |        |
|  | Jeonbuk Hyundai   | 2                      | 1                | 3                |       |                  |                  |                  |                  |                  |          |   |            |            |            |            |                  |   |        |        |        |        |
|  | Pohang Steelers   | 0                      | 1                | 1                |       |                  |                  |                  |                  |                  |          |   |            |            |            |            |                  |   |        |        |        |        |
|  | Pohang Steelers   | 0                      | 1                | 1                |       | Jeonbuk Hyundai  | 1                | 0                | 1                |                  |          |   |            |            |            |            |                  |   |        |        |        |        |
|  |                   |                        |                  |                  |       | Jeonbuk Hyundai  | 1                | 0                | 1                |                  |          |   |            |            |            |            |                  |   |        |        |        |        |
|  |                   | Ulsan HD               | 1                | 1                | 2     |                  |                  |                  |                  |                  |          |   |            |            |            |            |                  |   |        |        |        |        |
|  | Ulsan HD          | Ulsan HD               | 1                | 1                | 2     | 3                | 2                | 5                |                  |                  |          |   |            |            |            |            |                  |   |        |        |        |        |
|  | Ulsan HD          |                        |                  |                  |       | 3                | 2                | 5                |                  |                  |          |   |            |            |            |            |                  |   |        |        |        |        |
|  | Ventforet Kofu    | 0                      | 1                | 1                |       |                  |                  |                  |                  |                  |          |   |            |            |            |            |                  |   |        |        |        |        |
|  | Ventforet Kofu    | 0                      | 1                | 1                |       |                  |                  |                  |                  |                  | Ulsan HD | 1 | 2          | 3 (4)      |            |            |                  |   |        |        |        |        |
|  |                   |                        |                  |                  |       |                  |                  |                  |                  |                  |          | 1 | 2          | 3 (4)      |            |            |                  |   |        |        |        |        |
|  |                   | Yokohama Marinos (dtr) | 0                | 3                | 3 (5) |                  |                  |                  |                  |                  |          |   |            |            |            |            |                  |   |        |        |        |        |
|  | Shandong Taishan  | Yokohama Marinos (dtr) | 0                | 3                | 3 (5) | 2                | 4                | 6                |                  |                  |          |   |            |            |            |            |                  |   |        |        |        |        |
|  | Shandong Taishan  |                        |                  |                  |       | 2                | 4                | 6                |                  |                  |          |   |            |            |            |            |                  |   |        |        |        |        |
|  | Kawasaki Frontale | 3                      | 2                | 5                |       |                  |                  |                  |                  |                  |          |   |            |            |            |            |                  |   |        |        |        |        |
|  | Kawasaki Frontale | 3                      | 2                | 5                |       | Shandong Taishan | 1                | 0                | 1                |                  |          |   |            |            |            |            |                  |   |        |        |        |        |
|  |                   |                        |                  |                  |       | Shandong Taishan | 1                | 0                | 1                |                  |          |   |            |            |            |            |                  |   |        |        |        |        |
|  |                   | Yokohama Marinos       | 2                | 1                | 3     |                  |                  |                  |                  |                  |          |   |            |            |            |            |                  |   |        |        |        |        |
|  | Bangkok Utd       | Yokohama Marinos       | 2                | 1                | 3     | 2                | 0                | 2                |                  |                  |          |   |            |            |            |            |                  |   |        |        |        |        |
|  | Bangkok Utd       |                        |                  |                  |       | 2                | 0                | 2                |                  |                  |          |   |            |            |            |            |                  |   |        |        |        |        |
|  | Yokohama Marinos  | 2                      | 1                | 3                |       |                  |                  |                  |                  |                  |          |   |            |            |            |            |                  |   |        |        |        |        |
|  | Yokohama Marinos  | 2                      | 1                | 3                |       |                  |                  |                  |                  |                  |          |   |            |            |            |            | Yokohama Marinos | 2 | 1      | 3      |        |        |
|  |                   |                        |                  |                  |       |                  |                  |                  |                  |                  |          |   |            |            |            |            |                  | 2 | 1      | 3      |        |        |
|  |                   | Al-Ain                 | 1                | 5                | 6     |                  |                  |                  |                  |                  |          |   |            |            |            |            |                  |   |        |        |        |        |
|  | Nasaf Qarshi      | Al-Ain                 | 1                | 5                | 6     | 0                | 1                | 1                |                  |                  |          |   |            |            |            |            |                  |   |        |        |        |        |
|  | Nasaf Qarshi      |                        |                  |                  |       | 0                | 1                | 1                |                  |                  |          |   |            |            |            |            |                  |   |        |        |        |        |
|  | Al-Ain            | 0                      | 2                | 2                |       |                  |                  |                  |                  |                  |          |   |            |            |            |            |                  |   |        |        |        |        |
|  | Al-Ain            | 0                      | 2                | 2                |       | Al-Ain (dtr)     | 1                | 3                | 4 (3)            |                  |          |   |            |            |            |            |                  |   |        |        |        |        |
|  |                   |                        |                  |                  |       | Al-Ain (dtr)     | 1                | 3                | 4 (3)            |                  |          |   |            |            |            |            |                  |   |        |        |        |        |
|  |                   | Al-Nassr               | 0                | 4                | 4 (1) |                  |                  |                  |                  |                  |          |   |            |            |            |            |                  |   |        |        |        |        |
|  | Al-Fayha          | Al-Nassr               | 0                | 4                | 4 (1) | 0                | 0                | 0                |                  |                  |          |   |            |            |            |            |                  |   |        |        |        |        |
|  | Al-Fayha          |                        |                  |                  |       | 0                | 0                | 0                |                  |                  |          |   |            |            |            |            |                  |   |        |        |        |        |
|  | Al-Nassr          | 1                      | 2                | 3                |       |                  |                  |                  |                  |                  |          |   |            |            |            |            |                  |   |        |        |        |        |
|  | Al-Nassr          | 1                      | 2                | 3                |       |                  |                  |                  |                  |                  | Al-Ain   | 4 | 1          | 5          |            |            |                  |   |        |        |        |        |
|  |                   |                        |                  |                  |       |                  |                  |                  |                  |                  |          | 4 | 1          | 5          |            |            |                  |   |        |        |        |        |
|  |                   | Al-Hilal               | 2                | 2                | 4     |                  |                  |                  |                  |                  |          |   |            |            |            |            |                  |   |        |        |        |        |
|  | Sepahan           | Al-Hilal               | 2                | 2                | 4     | 1                | 1                | 2                |                  |                  |          |   |            |            |            |            |                  |   |        |        |        |        |
|  | Sepahan           |                        |                  |                  |       | 1                | 1                | 2                |                  |                  |          |   |            |            |            |            |                  |   |        |        |        |        |
|  | Al-Hilal          | 3                      | 3                | 6                |       |                  |                  |                  |                  |                  |          |   |            |            |            |            |                  |   |        |        |        |        |
|  | Al-Hilal          | 3                      | 3                | 6                |       | Al-Hilal         | 2                | 2                | 4                |                  |          |   |            |            |            |            |                  |   |        |        |        |        |
|  |                   |                        |                  |                  |       | Al-Hilal         | 2                | 2                | 4                |                  |          |   |            |            |            |            |                  |   |        |        |        |        |
|  |                   | Al-Ittihad             | 0                | 0                | 0     |                  |                  |                  |                  |                  |          |   |            |            |            |            |                  |   |        |        |        |        |
|  | Navbahor Namangan | Al-Ittihad             | 0                | 0                | 0     | 0                | 1                | 1                |                  |                  |          |   |            |            |            |            |                  |   |        |        |        |        |
|  | Navbahor Namangan |                        |                  |                  |       | 0                | 1                | 1                |                  |                  |          |   |            |            |            |            |                  |   |        |        |        |        |
|  | Al-Ittihad        | 0                      | 2                | 2                |       |                  |                  |                  |                  |                  |          |   |            |            |            |            |                  |   |        |        |        |        |

### Ottavi di finale
| Squadra 1         | Totale           | Squadra 2         | Andata           | Ritorno          |
| Asia Occidentale  | Asia Occidentale | Asia Occidentale  | Asia Occidentale | Asia Occidentale |
| ----------------- | ---------------- | ----------------- | ---------------- | ---------------- |
| Nasaf Qarshi      | 1 - 2            | Al-Ain            | 0 - 0            | 1 - 2            |
| Al-Fayha          | 0 - 3            | Al-Nassr          | 0 - 1            | 0 - 2            |
| Sepahan           | 2 - 6            | Al-Hilal          | 1 - 3            | 1 - 3            |
| Navbahor Namangan | 1 - 2            | Al-Ittihad        | 0 - 0            | 1 - 2            |
| Asia Orientale    |                  |                   |                  |                  |
| Jeonbuk Hyundai   | 3 - 1            | Pohang Steelers   | 2 - 0            | 1 - 1            |
| Ulsan HD          | 5 - 1            | Ventforet Kofu    | 3 - 0            | 2 - 1            |
| Shandong Taishan  | 6 - 5            | Kawasaki Frontale | 2 - 3            | 4 - 2            |
| Bangkok Utd       | 2 - 3            | Yokohama Marinos  | 2 - 2            | 0 - 1 (dts)      |

### Quarti di finale
| Squadra 1        | Totale           | Squadra 2        | Andata           | Ritorno          |
| Asia Occidentale | Asia Occidentale | Asia Occidentale | Asia Occidentale | Asia Occidentale |
| ---------------- | ---------------- | ---------------- | ---------------- | ---------------- |
| Al-Ain           | 4 - 4 (3-1 dtr)  | Al-Nassr         | 1 - 0            | 3 - 4 (dts)      |
| Al-Hilal         | 4 - 0            | Al-Ittihad       | 2 - 0            | 2 - 0            |
| Asia Orientale   |                  |                  |                  |                  |
| Jeonbuk Hyundai  | 1 - 2            | Ulsan HD         | 1 - 1            | 0 - 1            |
| Shandong Taishan | 1 - 3            | Yokohama Marinos | 1 - 2            | 0 - 1            |

### Semifinali
| Squadra 1        | Totale           | Squadra 2        | Andata           | Ritorno          |
| Asia Occidentale | Asia Occidentale | Asia Occidentale | Asia Occidentale | Asia Occidentale |
| ---------------- | ---------------- | ---------------- | ---------------- | ---------------- |
| Al-Ain           | 5 - 4            | Al-Hilal         | 4 - 2            | 1 - 2            |
| Asia Orientale   |                  |                  |                  |                  |
| Ulsan HD         | 3 - 3 (4-5 dtr)  | Yokohama Marinos | 1 - 0            | 2 - 3 (dts)      |

### Finale
| Squadra 1        | Totale | Squadra 2 | Andata | Ritorno |
| ---------------- | ------ | --------- | ------ | ------- |
| Yokohama Marinos | 3 - 6  | Al-Ain    | 2 - 1  | 1 - 5   |

| Arbitro: | Falahi |

|                         |           |           |
| Uenaka 72’ Watanabe 84’ | Marcatori | 12’ Abbas |

| Arbitro: | Tantashev |

|                                                    |           |                 |
| Rahimi 8’, 67’ Romero 33’ (rig.) Laba 90+1’, 90+5’ | Marcatori | 12’ Yan Matheus |

## Classifica marcatori
Aggiornata al 25 maggio 2024.
| Gol | Rigori |  | Giocatore           | Squadra          |
| --- | ------ |  | ------------------- | ---------------- |
| 13  | 3      |  | Soufiane Rahimi     | Al-Ain           |
| 8   | 1      |  | Crysan              | Shandong Taishan |
| 8   | 1      |  | Aleksandar Mitrović | Al-Hilal         |
| 8   |        |  | Kodjo Laba          | Al-Ain           |
| 6   | 1      |  | Cristiano Ronaldo   | Al-Nassr         |
| 6   | 1      |  | Anderson Lopes      | Yokohama Marinos |
| 6   |        |  | Salem Al-Dawsari    | Al-Hilal         |
| 6   |        |  | Talisca             | Al-Nassr         |